# Sympherobius intermedius
Sympherobius intermedius is een insect uit de familie van de bruine gaasvliegen (Hemerobiidae), die tot de orde netvleugeligen (Neuroptera) behoort. 
Sympherobius intermedius is voor het eerst wetenschappelijk beschreven door Monserrat in 1998.